# 終極名單：暗夜之狼
《終極名單：暗夜之狼》（英語：The Terminal List: Dark Wolf）是一部美國動作驚悚网络电视影集，改編自傑克·卡爾2018年小說《終極名單》（The Terminal List）中的人物。《終極名單：暗夜之狼》由卡爾和大衛·迪吉里奧（David DiGilio）開創，為影集《終極名單》的前傳，講述班·愛德華茲（Ben Edwards）從海豹部隊到中央情報局的經歷，深入探究戰爭的陰暗面及死傷代價。
泰勒·基奇及克里斯·普瑞特回歸飾演《終極名單》中的愛德華茲、詹姆斯·里斯少校（Lt. Commander James Reece），並與湯姆·霍珀聯袂出演。
《終極名單：暗夜之狼》2025年8月27日在亞馬遜Prime影音上首播。

## 演員

### 主要
- 泰勒·基奇飾演班·愛德華茲（Ben Edwards）
- 克里斯·普瑞特飾演詹姆斯·里斯少校（Lt. Commander James Reece）
- 湯姆·霍珀飾演雷夫·哈斯丁上尉（Lieutenant Raife Hastings）

### 常駐
- 傑瑞德·蕭（Jared Shaw）飾演恩斯特·「布澤」·維克（Ernest "Boozer" Vickers）
- 路克·漢斯沃飾演朱爾斯·蘭德里（Jules Landry）
- 達爾·薩利姆飾演穆罕默德·法魯克（Mohammed Farooq）
- 羅伯特·威茲東（英语：Robert Wisdom）飾演傑德·哈佛福德（Jed Haverford）
- 蘿娜-李·希蒙（英语：Rona-Lee Shimon）飾演伊麗莎·佩拉西（Eliza Perash）
- 希拉·查爾法蒂（Shiraz Tzarfati）飾演塔爾·瓦隆（Tal Varon）

## 劇集
| 集數 | 標題   | 導演                | 編劇                                                             | 首播日期      |
| ---- | ------ | ------------------- | ---------------------------------------------------------------- | ------------- |
| 1    | 待公佈 | 弗雷德里克·E·O·托伊 | 劇本創作 ：大衛·迪吉里奧（David DiGilio）＆傑克·卡爾 故事構思 ：大衛·迪吉里奧 | 2025年8月27日 |
| 2    | 待公佈 | 弗雷德里克·E·O·托伊 | 麥斯·亞當斯（Max Adams）                                                  | 2025年8月27日 |
| 3    | 待公佈 | 莉茲·弗里德蘭德     | 飯塚直美＆麥斯·亞當斯                                            | 2025年8月27日 |
| 4    | 待公佈 | 莉茲·弗里德蘭德     | 肯尼·謝爾德（Kenny Sheard）                                                  | 2025年9月3日  |
| 5    | 待公佈 | 保羅·卡麥隆         | 亨娜·塞坎德（Hennah Sekander）                                                  | 2025年9月10日 |
| 6    | 待公佈 | 保羅·卡麥隆         | 傑瑞德·蕭（Jared Shaw）＆麥斯·亞當斯                                       | 2025年9月17日 |
| 7    | 待公佈 | 保羅·卡麥隆         | 傑克·卡爾＆大衛·迪吉里奧                                         | 2025年9月24日 |

## 製作

### 發展
2023年2月初，據傳亞馬遜Prime影音正在開發一部以班·愛德華茲（Ben Edwards）為主角的前傳影集，泰勒·基奇確認將繼續扮演愛德華茲。2024年1月，影集正式定名為《終極名單：暗夜之狼》。傑克·卡爾和大衛·迪吉里奧（David DiGilio）共同擔任主創兼執行製片人，迪吉里奧擔任節目統籌。此外，基奇、克里斯·普瑞特、安東尼·法奎、凱特·薩米克（Kat Samick）、傑瑞德·蕭（Jared Shaw）、麥斯·亞當斯（Max Adams）與弗雷德里克·E·O·托伊也擔任本劇的執行製片人。

### 選角
據2023年2月的報導，普瑞特和蕭將分別回歸出演詹姆斯·里斯（James Reece）、恩斯特·「布澤」·維克（Ernest "Boozer" Vickers）。2024年1月，湯姆·霍珀被劇方選為要角。2024年2月，路克·漢斯沃以常駐演員的身分加入劇組。2024年3月，達爾·薩利姆、羅伯特·威茲東、希拉·查爾法蒂（Shiraz Tzarfati）與蘿娜-李·希蒙加入演出陣容，皆擔任常駐演員。

### 拍攝
影集2024年3月13日起展開主要拍攝。

## 發行
《終極名單：暗夜之狼》於2025年8月27日首播，共7集。前三集於同日首播，其餘集數每週播出，直至2025年9月24日完結。

## 外部連結
- 互联网电影数据库（IMDb）上《終極名單：暗夜之狼》的资料（英文）